# Trasíbulo de Siracusa
Trasíbulo (n. 500 a.C. - m. Século V a.C.), irmão de Gelão I e Hierão I, foi um tirano de Siracusa, governando logo após seus irmãos e por apenas um ano. Ele foi expulso no ano em que Lisânias era arconte de Atenas, e Ápio Cláudio e Tito Quinto Capitolino cônsules romanos.

## Histórico
Gelão, filho de Deinomenes, era um homem de valor, e derrotou os cartagineses, quando estes tentaram invadir a Sicília. Gelão governou com justiça e foi amado por seus súdidos, e, ao morrer, foi sucedido por seu irmão Hierão.  Hierão, porém, era avarento, violento, e não agia de forma nobre; os cidadãos quase se revoltaram, mas se contiveram por causa da reputação de Gelão.

## Tirania
Com a morte de Hierão, seu irmão Trasíbulo tornou-se tirano, e excedeu Hierão em perversidade: ele executou vários cidadãos injustamente, exilou outros sob falsas acusações, confiscando suas riquezas.

## Deposição
Quando os cidadãos se revoltaram, Trasíbulo reuniu os seus mercenários e os colonos que Hierão havia estabelecido em Catana  e se retirou para Achradine e para a Ilha, que era fortificada, de onde guerreou contra Siracusa.
Os cidadãos pediram ajuda a várias cidades vizinhas, e, após algumas batalhas, aceitaram a rendição de Trasíbulo, que se retirou para Locris, onde viveu privadamente até morrer.

## Consequências
Os siracusanos libertaram as outras cidades da Sicília, removendo os tiranos e reestabelecendo democracias. Siracusa gozou de paz e prosperidade, mantendo sua democracia por quase sessenta anos, até a tirania de Dionísio.